# Pericyclocera javicola
Pericyclocera javicola är en tvåvingeart som beskrevs av Rudolf Beyer 1959. Pericyclocera javicola ingår i släktet Pericyclocera och familjen puckelflugor. Inga underarter finns listade i Catalogue of Life.